# Mihajlo Stolić
Mihajlo Stolić, né le 15 février 2004 à Sombor, est un coureur cycliste serbe

## Biographie
En 2019, Mihajlo Stolić devient champion des Balkans chez les cadets,. Il se distingue également dans les rangs juniors en remportant une étape de la Course de la Paix, plusieurs titres de champion de Serbie ainsi qu'une course internationale serbe en 2021. Grâce à ses performances, il représente son pays aux championnats d'Europe et aux championnats du monde juniors.
En 2023, il intègre l'équipe continentale italienne Gallina Ecotek Lucchini. Il quitte l'effectif au mois de mai, mais poursuit la compétition avec un club serbe. Bon sprinteur, il obtient divers tops dix sur des étapes du Tour de Bulgarie et du Tour du lac Poyang. La même année, il se classe sixième d'In the footsteps of the Romans. Il devient par ailleurs champion de Serbie sur route espoirs. 
Lors de la saison 2024, il s'impose au sprint sur une étape du Tour de Serbie. Il décroche par ailleurs de nouvelles places d'honneur au Tour de Bulgarie, aux championnats de Serbie et au Tour d'Albanie. 

## Palmarès et résultats

### Par année
- 2019
  - Champion des Balkans sur route cadets
- 2021
  -  Champion de Serbie sur route juniors
  -  Champion de Serbie du contre-la-montre juniors
  - Belgrade Trophy Milan Panić :
    - Classement général
    - Prologue, 1reb et 2e étapes

  - 3e étape de la Course de la Paix juniors
  - 2e du Velo Alanya Juniors
- 2022
  -  Champion de Serbie sur route juniors
  -  Champion de Serbie du contre-la-montre juniors
  - 2e du Belgrade Trophy
- 2023
  -  Champion de Serbie sur route espoirs
  - 2e du championnat de Serbie du contre-la-montre espoirs
- 2024
  - 2e étape du Tour de Serbie
  - 2e du championnat de Serbie du contre-la-montre espoirs
  - 2e du championnat de Serbie sur route espoirs
  - 3e du championnat de Serbie sur route
- 2025
  -  Champion de Serbie sur route espoirs
  -  Champion de Serbie du contre-la-montre espoirs
  - 2e étape du Tour de Mersin
  - 2e du championnat de Serbie sur route

### Classements mondiaux
| Année           | 2023 |
| --------------- | ---- |
| UCI Europe Tour | 499e |